# Zhang Zhibo
Zhang Zhibo (provincia de Liaoning, 23 de marzo de 1982) es una jugadora china de bádminton que en 2008 comenzó a representar a Macao.

## Trayectoria
En 2004, se convirtió en campeona de dobles mixtos del Campeonato Nacional de Bádminton de China junto con Liu Zhiyuan. En 2007, se convirtió en semifinalista de dobles femenino del torneo Korea International Challenge junto con Zhang Dan.
En 2008, fue subcampeona de dobles femenino del torneo China Masters con Zhang Dan. Fueron derrotados por Cheng Shu y Zhao Yunlei de China en juegos consecutivos 21-14, 21-11. En 2009, ganó la medalla de oro en los Juegos de Asia Oriental en la prueba de dobles femeninos después de vencer a las principales cabezas de serie de China, Ma Jin y Wang Xiaoli, con una puntuación de 22-20, 21-16. También se convirtió en semifinalista de dobles femeninos de los torneos abiertos de Macao y Dinamarca. En Macao, ella y su compañero Zhang Dan derrotaron a los medallistas de oro de los Juegos Olímpicos de Pekín 2008, Du Jing y Yu Yang, con una puntuación de 21-10, 21-17; y en Dinamarca, fueron derrotados por los chinos Pan Pan y Zhang Yawen.
En 2010, se clasificó para representar a Macao en los Juegos Asiáticos. Sin embargo, de acuerdo con las reglas de la competencia, los jugadores deben haber transcurrido tres años desde la última vez que compitieron por su país de origen antes de poder representar al país, por lo que su clasificación de ingreso fue cancelada. El equipo de Macao también decidió retirarse de la competición.
En 2011, comenzó a jugar en eventos de dobles femeninos con Wang Rong; compitieron en el Campeonato Abierto de Bádminton de Macao y llegaron a la segunda ronda. En 2012, ganó el Bitburger Open y se convirtió en semifinalista del torneo Korea Masters en dobles femenino. En el Bitburger Open Grand Prix Gold de 2012 ganaron el título después de vencer a Johanna Goliszewski y Birgit Michels de Alemania en juegos consecutivos, 21-15, 21-13.
En 2013, se convirtió en semifinalista de los Campeonatos Nacionales Abiertos del Canadá y China Taipei en el evento de dobles femenino con Wang Rong. En el Gran Premio del Abierto de Canadá de 2013 fueron derrotadas por las holandesas Eefje Muskens y Selena Piek con una puntuación de 21-16, 21-10, y en el Gran Premio de Oro de China Taipei fueron derrotadas por las coreanas Lee So-hee y Shin Seung-Chan con una puntuación de 21-13, 18-21, 21-16.

## Palmarés

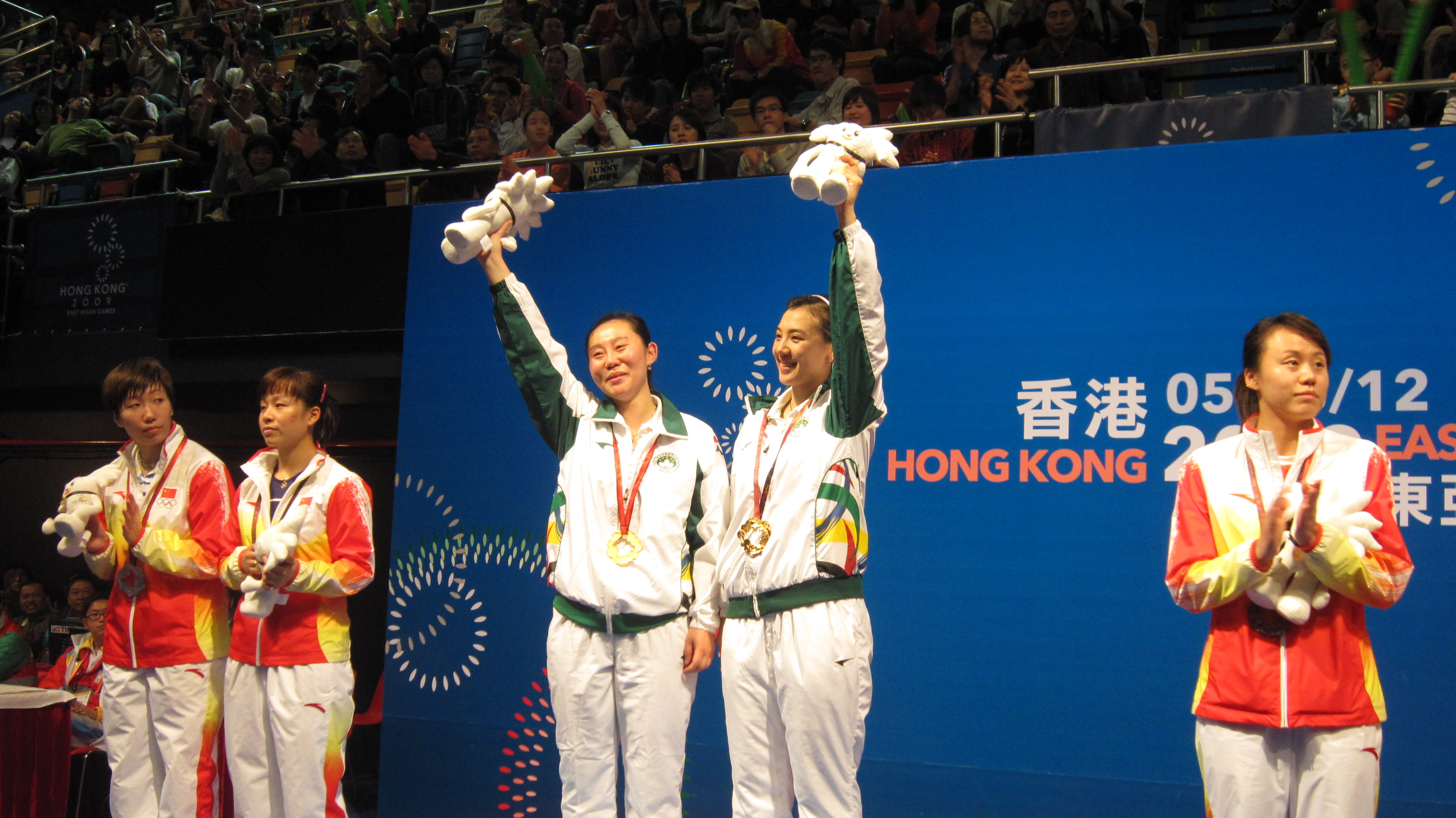
Zhibo y Dan recibiendo la medalla de oro por Macao en los Juegos de Asia Oriental de Hong Kong en 2009

### Juegos de Asia Oriental
Dobles femeninos
| Año  | Evento                          | Pareja    | Adversario          | Puntaje      | Resultado |
| ---- | ------------------------------- | --------- | ------------------- | ------------ | --------- |
| 2009 | Estadio Reina Isabel, Hong Kong | Zhang Dan | Ma Jin Wang Xiao Li | 22–20, 21–16 | Oro       |

### Superserie BWF
Dobles femeninos
| Año  | Torneo        | Pareja    | Adversario            | Puntaje      | Resultado    |
| ---- | ------------- | --------- | --------------------- | ------------ | ------------ |
| 2008 | China Masters | Zhang Dan | Cheng Shu Zhao Yunlei | 14-21, 11-21 | Subcampeonas |

### Gran Premio BWF
Dobles femeninos
| Año  | Torneo               | Pareja    | Adversario                         | Puntaje      | Resultado |
| ---- | -------------------- | --------- | ---------------------------------- | ------------ | --------- |
| 2012 | Abierto de Bitburger | Wang Rong | Johanna Goliszewski Birgit Michels | 21–15, 21–13 | Ganadoras |